# Grand Prix Formule 1 van Zuid-Afrika 1976
De Grand Prix Formule 1 van Zuid-Afrika 1976 werd gehouden op 6 maart 1976 in Kyalami.

## Uitslag
| Positie | Nr | Rijder             | Team               | Ronden | Tijd/Opgave | Startplaats | Punten |
| ------- | -- | ------------------ | ------------------ | ------ | ----------- | ----------- | ------ |
| 1       | 1  | Niki Lauda         | Ferrari            | 78     | 1:42:18.4   | 2           | 9      |
| 2       | 11 | James Hunt         | McLaren-Ford       | 78     | + 1.3       | 1           | 6      |
| 3       | 12 | Jochen Mass        | McLaren-Ford       | 78     | + 45.9      | 4           | 4      |
| 4       | 3  | Jody Scheckter     | Tyrrell-Ford       | 78     | + 1:08.4    | 12          | 3      |
| 5       | 28 | John Watson        | Penske-Ford        | 77     | + 1 Ronde   | 3           | 2      |
| 6       | 27 | Mario Andretti     | Parnelli-Ford      | 77     | + 1 Ronde   | 13          | 1      |
| 7       | 16 | Tom Pryce          | Shadow-Ford        | 77     | + 1 Ronde   | 7           |        |
| 8       | 9  | Vittorio Brambilla | March-Ford         | 77     | + 1 Ronde   | 5           |        |
| 9       | 4  | Patrick Depailler  | Tyrrell-Ford       | 77     | + 1 Ronde   | 6           |        |
| 10      | 5  | Bob Evans          | Lotus-Ford         | 77     | + 1 Ronde   | 23          |        |
| 11      | 18 | Brett Lunger       | Surtees-Ford       | 77     | +1 Ronde    | 20          |        |
| 12      | 34 | Hans Joachim Stuck | March-Ford         | 76     | + 2 Ronden  | 17          |        |
| 13      | 21 | Michel Leclere     | Wolf-Ford          | 76     | + 2 Ronden  | 22          |        |
| 14      | 22 | Chris Amon         | Ensign-Ford        | 76     | + 2 Ronden  | 18          |        |
| 15      | 24 | Harald Ertl        | Hesketh-Ford       | 74     | + 4 Ronden  | 24          |        |
| 16      | 20 | Jacky Ickx         | Wolf-Ford          | 73     | + 5 Ronden  | 19          |        |
| 17      | 30 | Emerson Fittipaldi | Fittipaldi-Ford    | 70     | Motor       | 21          |        |
| NF      | 2  | Clay Regazzoni     | Ferrari            | 52     | Motor       | 9           |        |
| NF      | 26 | Jacques Laffite    | Ligier-Matra       | 49     | Motor       | 8           |        |
| NF      | 17 | Jean-Pierre Jarier | Shadow-Ford        | 28     | Radiator    | 15          |        |
| NF      | 8  | Carlos Pace        | Brabham-Alfa Romeo | 22     | Oliedruk    | 14          |        |
| NF      | 6  | Gunnar Nilsson     | Lotus-Ford         | 18     | Koppeling   | 25          |        |
| NF      | 7  | Carlos Reutemann   | Brabham-Alfa Romeo | 16     | Oliedruk    | 11          |        |
| NF      | 10 | Ronnie Peterson    | March-Ford         | 15     | Ongeluk     | 10          |        |
| NF      | 15 | Ian Scheckter      | Tyrrell-Ford       | 0      | Ongeluk     | 16          |        |

## Statistieken
| Pole-position | James Hunt | McLaren-Ford | 1:16.10 |
| Snelste ronde | Niki Lauda | Ferrari      | 1:17.97 |

## Noot
- Dit was het debuut van de Zweedse coureur Gunnar Nilsson (toekomstig Grand Prix-winnaar).
- Honderdste pole position voor een Britse coureur.
- Tiende podiumplaats voor James Hunt en vijfde podiumplaats voor Jochen Mass.

1960 · 1960 II · 1961 · 1962 · 1963 · 1965 · 1966 · 1967 · 1968 · 1969 · 1970 · 1971 · 1972 · 1973 · 1974 · 1975 · 1976 · 1977 · 1978 · 1979 · 1980 · 1981 · 1982 · 1983 · 1984 · 1985 · 1992 · 1993